# Kanton La Valette-du-Var
Der Kanton La Valette-du-Var war von 1973 bis 2015 ein französischer Wahlkreis im Arrondissement Toulon, im Département Var und in der Region Provence-Alpes-Côte d’Azur; sein Hauptort war La Valette-du-Var.

## Gemeinden
Der Kanton bestand aus zwei Gemeinden:
| Gemeinde           | Einwohner Jahr | Fläche km² | Bevölkerungsdichte | Code INSEE | Postleitzahl |
| ------------------ | -------------- | ---------- | ------------------ | ---------- | ------------ |
| Le Revest-les-Eaux | 3.675 (2013)   | 24,07      | 153 Einw./km²      | 83103      | 83200        |
| La Valette-du-Var  | 21.463 (2013)  | 15,5       | 1385 Einw./km²     | 83144      | 83160        |